# Vol Dan-Air 1008
Le 25 avril 1980, le vol Dan-Air 1008, un vol charter international, assuré par un Boeing 727 et reliant Manchester, au Royaume-Uni à Tenerife, dans les îles Canaries, en Espagne, s'est écrasé dans une forêt sur les flancs du mont La Esperanza, à 11 km de l'aéroport de Tenerife, lorsque les pilotes ont exécuté à tort un circuit d'attente non autorisé dans une zone de relief très élevé ; il a entraîné la destruction de l'avion et la mort des 138 passagers et huit membres d'équipage à bord..
Le crash du vol 1008 fut le deuxième accident aérien majeur impliquant un avion de Dan-Air (en) en prés de dix ans, ainsi que la pire catastrophe aérienne de toute l'histoire de la compagnie aérienne.

## Avion et équipage

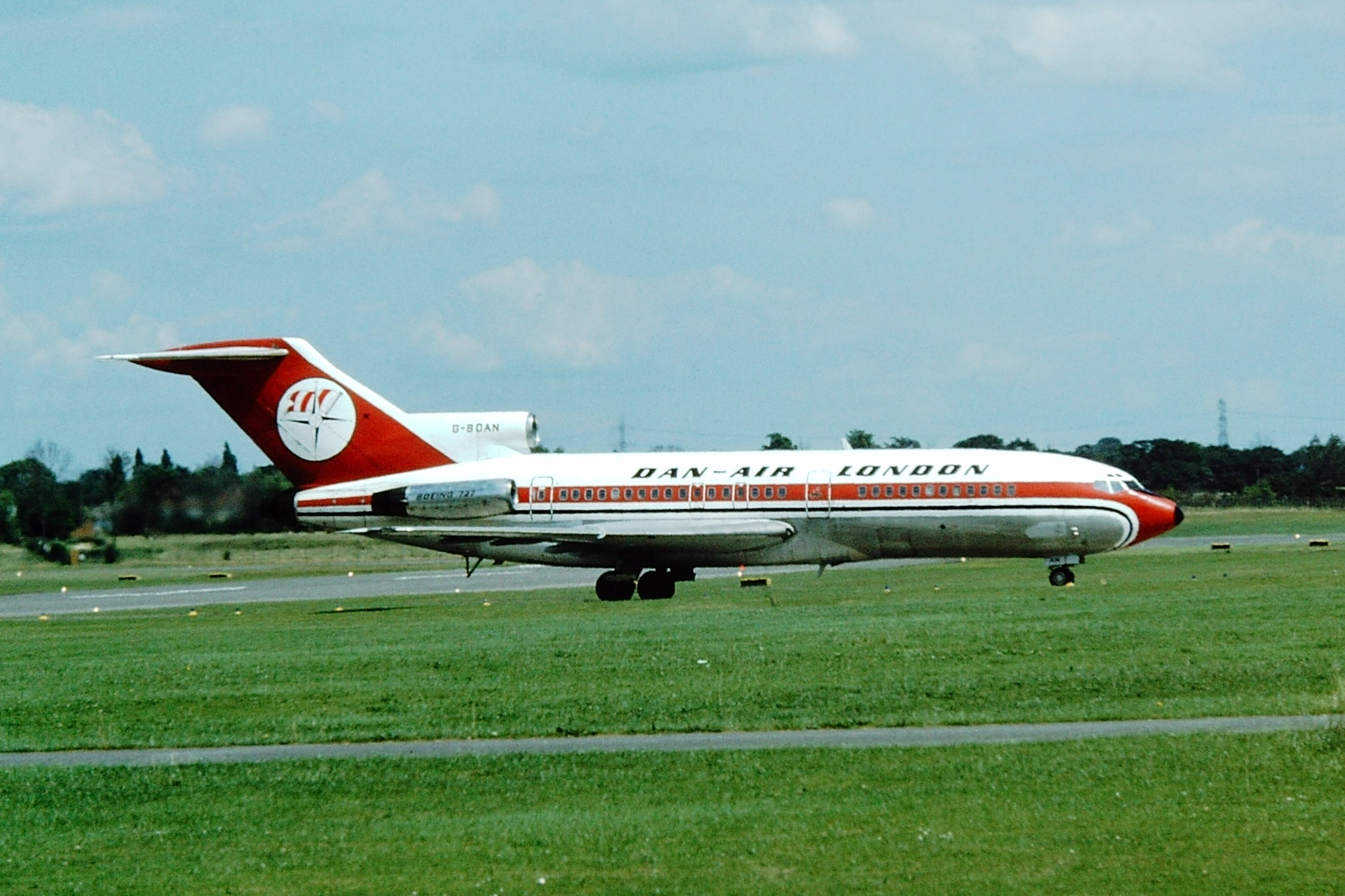
L'appareil impliqué dans l'accident, dans une livrée précédente, ici à l'aéroport de Birmingham en juillet 1978.

L'appareil impliqué était un Boeing 727-46, immatricule G-BDAN, qui a effectué son premier vol en 1966. La compagnie aérienne britannique Dan-Air (en) l'a acquis en août 1974. Au moment de l'accident, cet appareil, propulsé par trois moteurs Pratt & Whitney JT8D-7, avait accumulé 30 600 heures de vol.
Le commandant de bord de ce vol était Arthur John Whelan (50 ans), qui s'était déjà rendu de nombreuses fois à l'aéroport de Tenerife. Il totalisait 15 299 heures de vol, dont 1 912 heures sur Boeing 727. Le copilote était Michael John Firth (33 ans), qui s'était également rendu à l'aéroport de Tenerife plusieurs fois auparavant. Il totalisait 3 492 heures de vol, dont 618 heures sur Boeing 727. Le mécanicien naviguant était Raymond John Carey (33 ans), qui n'avait jamais effectué de vol vers l'aéroport de Tenerife auparavant. Il avait 3 340 heures de vol à son actif, bien que son expérience sur Boeing 727 ne soit pas mentionnée dans le rapport.

## Déroulement des faits
Le vol 1008 était un vol charter reliant l'aéroport de Manchester, au Royaume-Uni, à l'aéroport de Los Rodeos Tenerife-Nord, dans les îles Canaries, en Espagne. Il suivait de près le vol Iberia 711, assuré par un avion à turbopropulseur plus lent que le 727. Il se trouvait alors à 26 km de la balise VOR/DME « TFN » lorsqu'il a été autorisé à poursuivre son vol vers la balise radio « FP » pour une approche sur la piste 12 après avoir atteint « TFN ».
Volant initialement au niveau de vol (FL) 110 (11 000 pieds (environ 3 400 m)), le vol 1008 a ensuite été autorisé à descendre au FL 60 (6 000 pieds (environ 1 800 m)). L'équipage a signalé un survol de « TFN » et a été invité à rejoindre un circuit d'attente non standard au-dessus de la balise « FP ». Ce circuit d'attente n'était pas une procédure publiée et l'équipage ne disposait pas de carte décrivant cette manœuvre, mais l'instruction a été acceptée. En réalité, l'avion n'a pas survolé « FP », mais s'est dirigé vers le sud de la balise et a annoncé « entrée en attente ». Environ une minute plus tard, il a été autorisé à descendre à 5 000 pieds (1 500 m).
Bien que le commandant de bord ait déclaré entrer en circuit d'attente, conformément aux instructions du contrôleur aérien espagnol, il a en réalité fait virer l'avion vers la gauche en direction du sud-est, dans une zone au relief élevé où l'altitude minimale de sécurité était de 14 500 pieds (4 400 m). Lorsque, pendant la descente vers l'altitude de 5 000 pieds, l'avertisseur de proximité du sol (GPWS) s'est activé, l'équipage a réagi rapidement et a entamé une montée. Avec les moteurs à pleine puissance, le 727 a amorcé un virage serré vers la droite et a finalement percuté le mont La Esperanza à 13 h 21 (heure locale) ; l'avion volait dans d'épais nuages lorsqu'il a percuté la montagne, à seulement 92 pieds (28 m) de son sommet. L'impact contre le relief a entraîné la désintégration complète de l'avion, tuant sur le coup toutes les personnes à bord et laissant une traînée de débris de 1 150 pieds (350 m) de long.

## Enquête
L'enquête officielle (espagnole) a conclu que la cause principale de l'accident était une erreur de pilotage de la part du commandant de bord qui, sans tenir compte de l'altitude à laquelle il volait, a amené l'avion dans une zone de relief élevé et n'a donc pas réussi à maintenir une altitude minimale de sécurité au-dessus du terrain.
Un complément au rapport, de la part de l'Air Accidents Investigation Branch (AAIB), a révélé que des instructions tardives et ambiguës émises par le contrôle aérien concernant le circuit d'attente à effectuer auraient contribué directement à la perte de repère du commandant.
Les enquêteurs ont également conclu que la trajectoire empruntée par l'avion nécessitait d'effectuer des virages serrés, rendant l'entrée dans la zone de relief inévitable pour un avion volant vers cette piste, même sans les erreurs de navigation faite par le vol 1008.
En outre, l'altitude assignée de 5 000 pieds (1 500 m) était inadéquate pour un tel circuit d'attente, et que l'altitude minimale pour l'effectuer sans risque aurait dû être de 8 000 pieds (2 400 m), avec une altitude minimale de sécurité fixée à 7 000 pieds (2 100 m) pour le circuit lui-même. Le rapport final a conclu que l'accident ne se serait jamais produit si l'avion n'avait pas été autorisé à descendre en dessous des 7 000 pieds (2 100 m) recommandés par les autorités compétentes.

## Conséquences

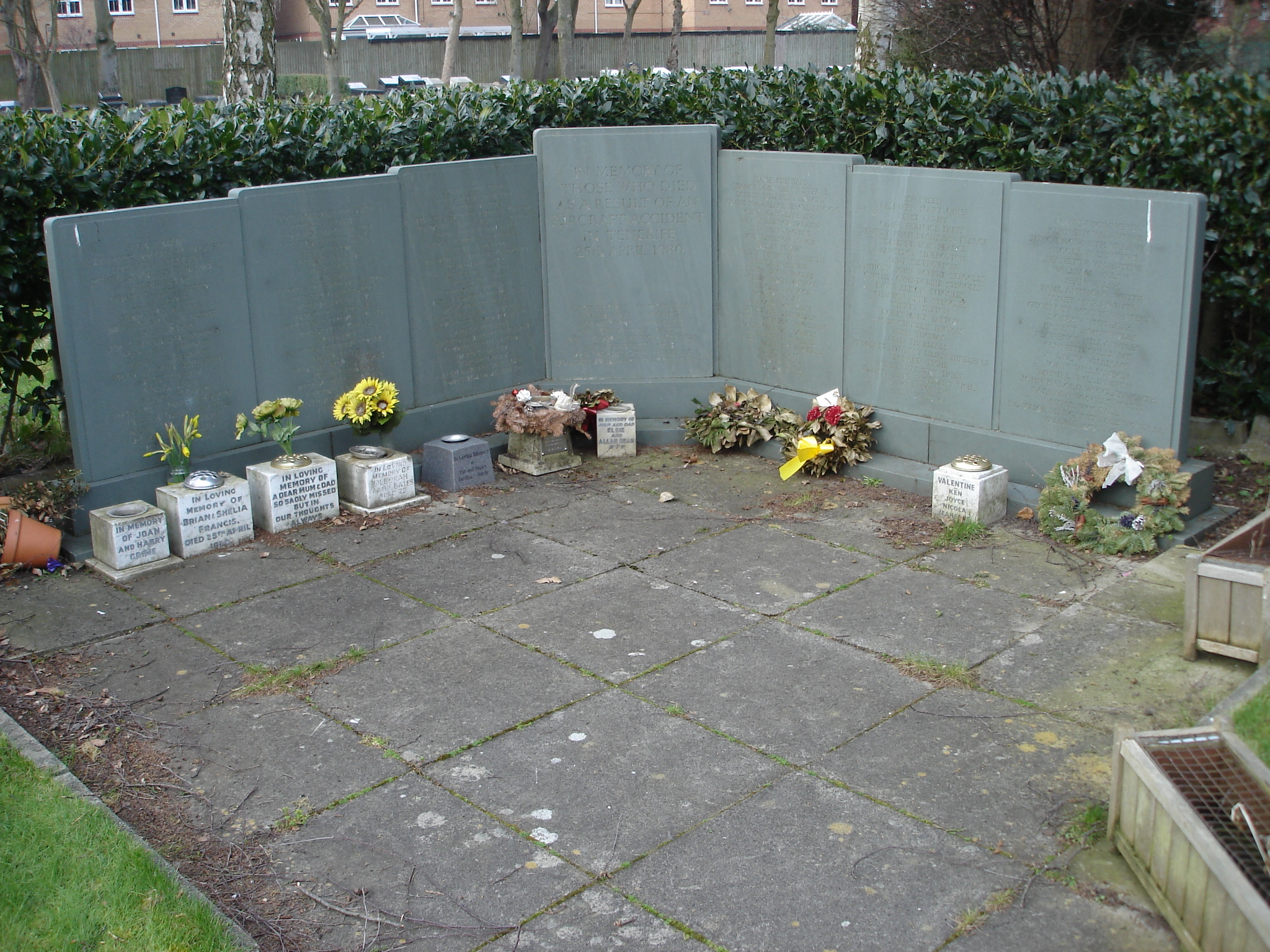
Mémorial aux victimes du vol 1008, à Manchester.

Un mémorial au Southern Cemetery (en) de Manchester rend hommage aux victimes de la catastrophe, dont les noms sont inscrits sur une série de plaques d'ardoise placée dans un petit enclos gazonné.
Un jardin en souvenir de l'accident se trouve également à côté de l'église All Saints, à Puerto de la Cruz ( Tenerife), car les passagers de l'avion qui s'est écrasé étaient membres de la paroisse anglicane de cette ville.